# Up Jumps da Boogie
"Up Jumps da Boogie" é o single de estreia do duo de hip-hop Timbaland & Magoo (inicialmente conhecidos como Magoo and Timbaland), lançado em 11 de julho de 1997 como primeiro single do álbum de estreia deles, Welcome to Our World. Com participação da rapper Missy Elliott e da cantora Aaliyah, a canção alcançou a 12ª posição da Billboard Hot 100, a quarta colocação da Hot R&B/Hip-Hop Songs, bem como o topo da tabela Hot Rap Songs. O refrão da canção contém uma interpolação de "Boogie Nights" (1977) do grupo Heatwave.

## Lista de faixas
- CD single[2]

1. "Up Jumps da Boogie" (Radio Version) — 4:56
2. "Up Jumps da Boogie" (Short Version) — 4:11

## Tabelas musicais

### Tabelas semanais
| Tabelas musicais (1997)                            | Melhor posição |
| -------------------------------------------------- | -------------- |
| Estados Unidos (Billboard Hot 100)                 | 12             |
| Estados Unidos - Hot Rap Songs (Billboard)         | 1              |
| Estados Unidos - Hot R&B/Hip-Hop Songs (Billboard) | 4              |

### Tabelas de fim de ano
| Tabelas musicais (1997)                            | Melhor posição |
| -------------------------------------------------- | -------------- |
| Estados Unidos (Billboard Hot 100)                 | 58             |
| Estados Unidos - Hot R&B/Hip-Hop Songs (Billboard) | 28             |

## Certificações
| Região                | Certificado | Unidades certificadas/vendas |
| --------------------- | ----------- | ---------------------------- |
| Estados Unidos (RIAA) | Ouro        | 800.000                      |